# Cut-out (indústria discogràfica)
A la indústria discogràfica, un retall o cut-out és una còpia d'un disc, un senzill, una cinta de casset, un disc compacte al que se li aplica un gran descompte o que és excedent d'un stock.

## Història

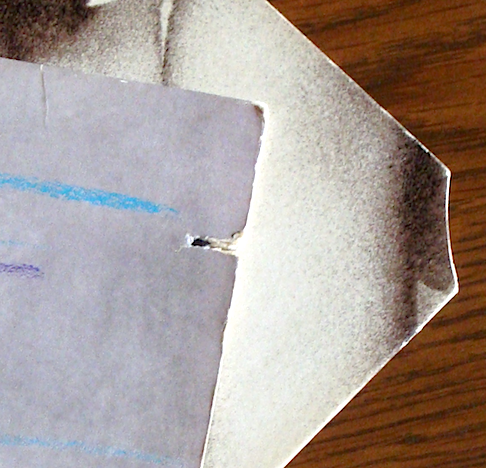
Dues maneres diferents de marcar els discos retallats a les fundes d'un disc

Quan els LP eren el mitjà principal per a la distribució comercial d'enregistraments sonors, els fabricants tallaven la cantonada, feien un forat o afegien una osca a la columna vertebral de la funda dels discos no venuts i que eren retornats dels minoristes; aquests "retalls" es tornaven a vendre a botigues discogràfiques o altres punts de venda amb preus molt reduïts. Els discos senzills (45 rpm) se solien perforar a través de l'etiqueta o s'hi estampava "C.O.". Una secció especial d'una botiga de discos dedicada a aquests articles es coneixia com a cut-out bin o safata de gangues.
A mesura que les cintes de casset i els discos compactes van suplantar els discos de vinil, els mecanismes per indicar el retall van canviar. Als cassets, es perforava o cremava la caixa al lloc on hi havia lletres impreses (al llom). Als discos compactes (una pràctica que continua avui dia), s'eliminava o extreia una secció variable del llom de la capsa i de la llista de pistes del paper. Altres mètodes per fer aquests talls consistien en perforar el lloc on hi havia el codi de barres i retallar una cantonada del llibret.
Normalment els retalls es venen a l'engròs als minoristes com a articles no retornables, el que significa que la botiga no els pot tornar al distribuïdor per obtenir un reemborsament. El marcatge via talls també serveix per evitar que el minorista intenti vendre l'article amb el preu original i no el rebaixat. Els artistes no obtenen guanys i gairebé res com pel que fa a drets d'autor d'aquestes còpies, ja que es venen a un cost "promocional", molt inferior al preu de venda. Llevat dels danys físics a les capses o els llibrets, generalment no es causa dany a l'enregistrament com perquè no pugui funcionar per ser escoltat.
A més de l'ús mitjançant un article amb descompte, les discogràfiques també utilitzen habitualment el mètode de retall per marcar còpies que s'envien per a ús promocional a tercers com emissores de ràdio i punxa-discos o discjòqueis. Això evita que es tornin a través del canal minorista per obtenir revendes.
Es va practicar un procediment de tall similar amb el vídeo domèstic laserdisc així com amb el cartutx de cinta de 8 pistes. Aquest últim suport solia rebre un forat semblat al d'una cremada a la zona de l'etiqueta inferior del cartutx, normalment fet amb un soldador. La pràctica també s'ha estès a DVD, discos Blu-ray i altres suports físics de vídeo.

## Cassets i discosDakoua la Xina
Els cassets i discos compactes retallats (Dakou, xinès simplificat: 打口, pinyin: Dǎ kǒu, literalment 'pegar-li un mos') van tenir un paper important en el desenvolupament de la música rock a la Xina. Amb l'apertura econòmica de la Xina, moltes empreses musicals dels Estats Units exportaven l'excedent de CDs i cassets a la Xina, on serien destruïts o reciclats com a plàstic. Com que moltes còpies no foren reciclades, sinó que es van tornar a vendre a dins de la República Popular, aquestes importacions van ser la principal -i sovint l'única- font de rock estranger i música pop a la Xina.
La influència de la música estrangera feu que molts dels consumidors es consideraren part d'una generació Dakou, generalment conformats per joves urbans.